# فيتور كروز دي جيسوس
فيتور كروز دي جيسوس هو لاعب كرة قدم برازيلي في مركز الوسط، ولد في 1 فبراير 1987 في فيرا كروز في البرازيل. لعب مع أتلتيكو باراناينسي ونادي إنترناسيونال ونادي باهيا دي فيرا ونادي سي آر بي ونادي سيارا ونادي فيلا نوفا.